# Хайнрих фон Вилденбург
Хайнрих фон Вилденбург (на немски: Heinrich von Wildenburg; † 1315) от род Вилденбург на фамилията Аренберги, е господар на Капенщайн.

## Произход
Той е син на Герхард фон Вилденбург († сл. 1276), господар на Хелпенщайн, и съпругата му Алайдис фон Хелпенщайн († 1309), вер. незаконна дъщеря на Хайнрих фон Хелпенщайн († 1246). Майка му се омъжва втори път сл. 1276 г. за Лудвиг II фон Рандерат († 1299).
Брат е на Елизабет фон Вилденбург († 1303), омъжена 1267 г. за граф Райнболд I фон Золмс-Кьонигсберг († 1279), Агнес фон Вилденбург († 1271), омъжена за граф Йохан фон Изенберг-Лимбург († 1277), и на Кунигунда фон Вилденбург († сл. 1301), омъжена за бургграф Йохан II фон Хамерщайн († сл. 1307). Полубрат е на Арнолд I фон Рандерат († 1330). Внук е на Ото фон Капенщайн († сл. 1220) и Кунигунда († сл. 1217). Правнук е на Хайнрих II фон Арберг († сл. 1197), бургграф на Кьолн, и Мехтилд фон Зайн († сл. 1187).

## Фамилия
Хайнрих фон Вилденбург се жени за Елизабет фон Лимбург († 1307), дъщеря на граф Дитрих фон Алтена-Изенберг († 1301) и Аделхайд фон Зайн († 1297). Те имат децата:
- Дитрих фон Вилденбург
- Ото фон Вилденбург
- Йохан I фон Вилденбург († сл. 1337), женен за Юта († сл. 1337)
- Хайнрих фон Вилденбург, абат на Верден
- Юта фон Вилденбург, омъжена за Йохан Кримфогел
- Алайз фон Вилденбург († сл. 16 май 1341), омъжена сл. 13 май 1303 г. за Видекинд I фон Графтшафт, господар на Норденау († 11 ноември 1322), син на Адолф I фон Графшафт († 1284) и Елизабет фон Грайфенщайн († 1290)